# Chocóduva
Chocóduva (Patagioenas goodsoni) är en fågel i familjen duvor inom ordningen duvfåglar. Den förekommer i nordvästra Sydamerika. 

## Utseende och läte
Chocóduvan är en rätt färglöst gråbrun duva. Särskilt grå är den på huvud och bröst, med varmare rödaktig ton på nacken. Liknande kopparduvan är mer bjärt rödaktig även på huvud och bröst. Dessa båda arter skiljs lättast åt genom lätena, där goodsonduvan levererar en tretonig sång med första tonen lång följt av två kortare avklippa toner. Även ett morrande ljud kan höras.

## Utbredning och systematik
Fågeln förekommer i låglänt regnskog i västra Colombia och nordvästra Ecuador. Den behandlas som monotypisk, det vill säga att den inte delas in i några underarter.

### Släktestillhörighet
Tidigare inkluderades arterna Patagioenas i Columba, men genetiska studier visar att de amerikanska arterna utgör en egen klad, där Gamla världens arter står närmare släktet Streptopelia.

## Levnadssätt
Chocóduvan hittas i skogar i låglänta områden och förberg upp till 1500 meters höjd. Där kan den vara relativt vanlig, men kan vara svår att få syn på i trädtaket.

## Status och hot
Arten har ett stort utbredningsområde, men tros minska i antal, dock inte tillräckligt kraftigt för att den ska betraktas som hotad. Internationella naturvårdsunionen IUCN listar arten som livskraftig (LC).

## Namn
Fågelns vetenskapliga artnamn hedrar Arthur Thomas Goodson (1873-1931), assisterande ornitolog vid naturhistoriska museet i Tring 1893-1931. Fram tills nyligen kallades den goodsonduva även på svenska, men justerades 2023 till ett enklare och mer informativt namn av BirdLife Sveriges taxonomikommitté. Notera att blekduvan tidigare kallades chocóduva, men blev i samband med namnbytet på goodsoni tilldelat ett nytt namn.